# Великанов, Иван Иванович
Иван Иванович Великанов (27 августа 1891, Астрахань — 15 ноября 1985, Астрахань) — оперный певец, лирический тенор.

## Биография
Родился в семье диакона (впоследствии священника).
Окончил Астраханскую духовную семинарию (1913) и Астраханский учительский институт.
Псаломщик в храмах Илии Пророка (1914), затем Владимирской иконы Божией Матери (1915) села Красный Яр Астраханской губернии, законоучитель в женском приходском училище.
Член Поместного собора Православной российской церкви по избранию как клирик от Астраханской епархии, член V Отдела, участвовал до 28 августа 1917 года, затем сложил полномочия.
С начала 1920-х годов жил в Москве (проезд Художественного театра, дом 3, квартира 7).
Лирический тенор в Оперном театре Зимина, одновременно с ноября 1923 года артист Музыкальной студии МХТ.
С конца 1925 года участвовал в гастролях Музыкального театра Немировича-Данченко по Европе и Америке, в 1926 году остался в США.
В 1950-х годах жил в городе Майами (штат Флорида).
По одной версии, скончался там же не позднее 21 сентября 1958 года. Но более вероятно, что вернулся в СССР, скончался в 1985 году и был похоронен на астраханском кладбище № 2 (сектор 34, № 30ГР-34-95).

## Роли
Князь («Русалка»), Левко («Майская ночь»), Синодал («Демон»), Фауст («Фауст»), Альфред («Травиата»), князь Вяземский («Князь Серебряный»), Котэ («Кето и Котэ»), Хосе («Карменсита и солдат»), Анж Питу («Дочь мадам Анго»), Пикильо («Перикола»).